# Pal·ladogermanur
El pal·ladogermanur és un mineral de la classe dels sulfurs.

## Característiques
El pal·ladogermanur és un germanur de fórmula química Pd₂Ge. Va ser aprovada com a espècie vàlida per l'Associació Mineralògica Internacional l'any 2016. Cristal·litza en el sistema hexagonal. És una espècie relacionada amb la marathonita. També és lanàleg de germani del pal·ladosilicur.
L'exemplar que va servir per a determinar l'espècie, el que es coneix com a material tipus, es troba conservat a les col·leccions mineralògiques del Museu Canadenc de la Natura, al Quebec (Canadà), amb el número de catàleg: cmnmc 87179.

## Formació i jaciments
Va ser descoberta al dipòsit de Marathon, un dipòsit situat dins el complex Coldwell, al districte de Thunder Bay (Ontario, Canadà). També ha estat descrita en dues localitats russes: el complex Ognit, al districte d'Uda–Biryusa (óblast d'Irkutsk) i al massís ultrabàsic alcalí de Konder, al districte d'Ayan-Maya (Krai de Khabàrovsk). Aquests tres indrets són els únics de tot el planeta on ha estat descrita aquesta espècie mineral.